# Michael Grade
Michael Ian Grade, baron Grade de Yarmouth, (né le 8 mars 1943) est un magnat des médias et homme d'affaires anglais. Il occupe plusieurs postes de direction à la télévision, notamment contrôleur de BBC1 (1984-1986), directeur général de Channel 4 (1988-1997), président de la BBC (2004-2006) et président exécutif d'ITV (2007–2009) . Depuis 2011, il est pair à vie du Parti conservateur à la Chambre des lords.

## Jeunesse
Grade est né dans une famille juive du show-business à l'origine appelée Winogradsky, fils de l'agent de théâtre Leslie Grade (en) et neveu des impresarios Lew Grade (en) et Bernard Delfont (en). Quand il a trois ans, sa mère quitte la famille pour entretenir une relation avec le commentateur de catch Kent Walton. Grade est élevé par sa grand-mère et ne revoit sa mère non-juive qu'à l'âge adulte. Il fait ses études à la Stowe School dans le Buckinghamshire et au St Dunstan's College de Londres.

## Carrière
Grade rejoint le Daily Mirror en 1960 et est chroniqueur sportif de 1964 à 1966. A son propre compte (comme relaté dans l'émission de discussion de Channel 4 The Late Clive James), le travail est organisé par son père. Lorsque Leslie Grade subit un grave accident vasculaire cérébral en 1966, Michael, 23 ans, reprend son entreprise de théâtre. En 1969, il rejoint London Management & Representation. Parmi les artistes représentés par Grade, on trouve Morecambe et Wise (il négocie avec succès la défection du duo d'ATV à BBC2 en 1968) et Larry Grayson.

### LWT
Grade entre dans l'industrie de la télévision en 1973 lorsqu'il rejoint la London Weekend Television (LWT) en tant que contrôleur adjoint des programmes de divertissement. Pendant ce temps, il achète les scripts d'une sitcom afro-américaine Good Times qui a une distribution entièrement noire. Adapté sous le nom de The Fosters (1976-1977), elle devient la première sitcom britannique à avoir une distribution entièrement noire. Chez LWT, Grade travaille avec John Birt et Greg Dyke.
Après être devenu directeur des programmes en 1977, Grade commande la série Mind Your Language, mais l'annule plus tard. Lors d'un événement au Festival de télévision d'Édimbourg en 1985, il reconnait que la série était raciste et déclare que « c'était vraiment irresponsable de notre part de la diffuser». Dans ce qui est appelé « Snatch of the Day » par la presse en 1978, Grade tente d'acquérir les droits exclusifs de diffusion des matchs de la Ligue de football. Auparavant, la BBC détenait les droits les plus intéressants, mais l'Office of Fair Trading est intervenu et l'achat de Grade est révoqué. L'ensemble des temps forts enregistrés le samedi soir alterne désormais chaque saison entre ITV et la BBC.
Toujours en 1978, Grade réussit à placer sous contrat l'artiste Bruce Forsyth qui a aidé la BBC à dominer les audiences télévisées du samedi soir tout au long de la décennie via la série The Generation Game. Sa nouvelle émission s'intitule Bruce Forsyth's Big Night et devait présenter tous ses talents dans un programme de deux heures. Le budget est de 2 millions de livres sterling pour une saison de quatorze semaines. La nouvelle série est considérée comme un désastre, la presse s'étant retournée contre l'animateur, mais atteint une audience initiale de 14 millions de personnes. The Generation Game, avec le nouvel animateur Larry Grayson, réussit à atteindre un public plus large.
Grade annonce lors d'une conférence de presse en mai 1979 que LWT a obtenu un contrat avec une société de production formée par le dramaturge de télévision Dennis Potter et son producteur Kenith Trodd. L'association est de courte durée, les deux parties n'ayant pas suffisamment d'expérience pour budgétiser des fictions, et est résiliée par Grade à l'été 1980. Seuls trois projets comme six pièces de théâtre filmées par Potter sont tournés et projetés. Grade cependant, passe des commandes ultérieures au dramaturge.
Grade approuve la production de The Professionals et lance le programme artistique The South Bank Show.
En 1981, Grade quitte LWT pour commencer une période de deux ans en tant que président de Embassy Television aux États-Unis. Son salaire passe de 32 000 £ à 250 000 $ par an. Pendant ce temps, il est largement impliqué dans le développement et la vente de sitcoms de cette période : "Quand vous lisez 30 ou 40 scripts de comédie par semaine, vous obtenez un peu d'aboiement.". Grade produit pour la seule fois de sa carrière sa seule série, une adaptation en neuf parties de Kane et Abel, le roman de Jeffrey Archer. Dans une interview accordée au Jewish Chronicle avec Michael Freedland en 2011, Grade déclare qu'il a «raté la radiodiffusion de service public, le vrai drame, les nouvelles, les affaires courantes».

### BBC
Grade rejoint BBC Television au début de l'été 1984, devenant Contrôleur de BBC 1 le 1er septembre 1984, avec, comme il l'a dit à Michael Freedland, « la plus grande baisse de salaire de l'histoire » ; son salaire est passé de 500 000 $, hors primes importantes, à 37 000 £ par an. Plus tard, il devient directeur des programmes en 1986 et directeur général désigné en 1987, avant de quitter la BBC à la fin de 1987. Son mandat de trois ans en tant que contrôleur de la BBC reste controversé.
Grade annule les droits de projection de Dallas tout en combattant Thames Television pour les droits de la série (bien que cette décision ait été annulée par la suite). Il coupe court à la coûteuse sérialisation de la trilogie The Tripods, écrite par John Christopher, car il n'est pas satisfait des audiences après deux saisons. Il envisage également d'annuler la sitcom Blackadder, jugeant la première série pas drôle. En échange du renouvellement de Blackadder, il exige qu'il devienne une production entièrement en studio avec un budget inférieur.
Grade accepte de commander le feuilleton de Dennis Potter The Singing Detective (1986) après une brève rencontre avec Jonathan Powell, alors directeur de la fiction de la BBC. C'est un moment fort de cette période, mais il est critiqué par Mary Whitehouse et la presse tabloïd pour son contenu. Se référant à la représentation d'une relation sexuelle illicite dans l'épisode trois, Grade déclare: "Il y a très peu de gens dans les fictions télévisées à qui vous êtes prêt à faire confiance avec des scènes comme celle-ci. Mais Dennis Potter est l'un d'entre eux".
Pendant son mandat de contrôleur, Grade est également responsable de l'achat du feuilleton australien Neighbours pour le nouveau programme de jour de BBC1. Il fait ses débuts à la télévision britannique le 27 octobre 1986. Il est également responsable de la rediffusion de Neighbours, d'abord exclusivement un programme de l'après-midi, dans un créneau horaire plus tardif (sur les conseils de sa fille, Alison, qui était ennuyée de ne pas pouvoir le regarder car elle était à l'école). Cela s'est avéré être une décision de programmation réussie, avec des audiences de plus de 18 millions. Parmi les autres succès au cours du mandat de Grade, citons les débuts des feuilletons EastEnders et Howards' Way en 1985 et le drame hospitalier Casualty en 1986. Il est également félicité par Bob Geldof pour avoir accepté de diffuser le concert de rock caritatif Live Aid pendant 24 heures.
En novembre 1984, il décide de mettre fin à la projection des concours de beauté, déclarant : « Je crois que ces concours ne méritent plus de temps d'antenne national. Ils sont un anachronisme à l'heure de l'égalité et frôlent l'offense.".
Grade annonce le 27 février 1985 que la saison 23 de Doctor Who, qui devait être diffusée de janvier à mars 1986, serait reportée car il a décidé que le budget du programme serait mieux dépensé pour d'autres productions dramatiques. Ce qui est devenu une interruption de 18 mois pour Doctor Who (la série n'a repris sa diffusion qu'en septembre 1986) suscite une vive réaction des téléspectateurs. À l'automne 1986, Grade décide que la saison 24 de Doctor Who ne pourrait avoir lieu qu'à la condition que Colin Baker quitte le rôle-titre.

### Channel 4
Grade accepte le poste de directeur général de Channel 4, succédant à Jeremy Isaacs, et prenant ses fonctions au début de 1988. C'est une décision qui conduit Isaacs à critiquer la nomination et à menacer de « réduire » Grade si la nature de la chaine était modifiée .
Il supprime progressivement certaines de ses programmations les plus sophistiquées, pour lesquelles il est accusé de "dumbing down". Pendant cette période, il est également critiqué par la presse conservatrice : le chroniqueur du Daily Mail Paul Johnson le surnomme le «pornographe en chef » britannique .
En plus de recruter des talents de la BBC, il reconnait l'amélioration de la qualité de la production télévisée américaine, faisant de séries telles que Friends et Urgences les piliers de la programmation de la chaîne. Grade a un différend avec Chris Morris concernant la satire Brass Eye après être intervenu à plusieurs reprises dans la production pour commander des montages pour divers épisodes. Morris répond en insérant un cadre indiquant « Grade est un con » dans l'épisode final de la première saison.
En 1997, Grade quitte Channel 4 pour diriger First Leisure Corporation, mais part deux ans plus tard à la suite d'une restructuration interne substantielle. Il est ensuite président de la nouvelle société des studios de cinéma Pinewood et Shepperton.

### Retour à la BBC
Grade fait partie du conseil d'administration du projet mal reçu du Dôme du Millénaire et est président d'Octopus Publishing, du Camelot Group et de Hemscott.
Il a l'ambition de devenir président du conseil des gouverneurs de la BBC en 2001, mais est battu au poste par Gavyn Davies. À la suite de la démission de Davies à la suite du rapport de l'enquête Hutton, il est nommé le 2 avril 2004 comme président de la BBC, sa seule exigence était de ne pas avoir à renoncer à son poste de directeur du Charlton Athletic Football Club. Il prend ses fonctions le 17 mai.
Le 19 septembre 2006, Grade devient président non exécutif de la société de livraison de nourriture en ligne Ocado. Il démissionne du poste le 23 janvier 2013, remplacé par Stuart Rose.

### ITV
Le 28 novembre 2006, Grade et la BBC confirment qu'il devait démissionner de son poste au sein de la société pour remplacer Peter Burt comme président et Charles Allen comme directeur général de l'une des sociétés faisant partie de son rival commercial, ITV. Il devient Président Exécutif d'ITV plc le 8 janvier 2007.
Pendant le mandat de Grade, ITV doit faire face à une baisse des revenus publicitaires et des chiffres d'audience. Lors de sa nomination, Grade annonce que sa première priorité serait de travailler chez ITV Network Limited pour améliorer la programmation d'ITV, ainsi que de renforcer ses chaînes numériques, ITV2, ITV3, ITV4 et CITV. Le 12 septembre 2007, Grade annonce un plan de restructuration quinquennal controversé à ITV plc, fixant le divertissement comme la priorité absolue. Une refonte majeure de la structure régionale d'ITV est également proposée. Les plans entraîneraient la consolidation des programmes d'information régionaux d'ITV en Angleterre, les régions diffusant désormais un seul service par région plutôt que plusieurs services locaux spécialisés (par exemple, ITV Yorkshire ne diffuserait plus dans des régions distinctes du nord et du sud). Ils fusionneraient également entièrement ITV Border avec ITV Tyne Tees et ITV West avec ITV Westcountry. Les propositions sont critiquées par le BECTU et le Syndicat national des journalistes.
En mars 2009, Grade engage une action en diffamation contre un autre dirigeant de la télévision, Greg Dyke, et le journal The Times pour des allégations de conduite inappropriée faites par Dyke à propos de Grade, concernant son passage de la BBC à ITV en 2006. Le journal a par la suite retiré les allégations et publié des excuses, admettant que les allégations n'avaient aucune justification.
Le 23 avril 2009, Grade annonce qu'il quitte ses fonctions de directeur général pour devenir président non exécutif à l'issue des révisions réglementaires des droits des contrats publicitaires et de la télévision numérique, avant la fin de 2009>.
Grade révèle son appartenance au Parti conservateur pour la première fois en mai 2010. Le 25 janvier 2011, il est créé pair à vie, en tant que baron Grade de Yarmouth, de Yarmouth dans le comté de l'île de Wight. Il est présenté à la Chambre des lords le 27 janvier et siège en tant que conservateur.

## Vie privée
Grade est nommé CBE en 1998. La même année, il publie son autobiographie, Ça semblait être une bonne idée à l'époque, et épouse sa troisième femme, Francesca Leahy ; ils ont un fils, Samuel.
Il est auparavant marié à Penelope Jane Levinson (1967-1981 ; elle est maintenant l'épouse de l'écrivain et historien Max Hastings), dont il a deux enfants, et de Sarah Lawson (1982-1991), productrice de films.